# スラジャン・チョシッチ

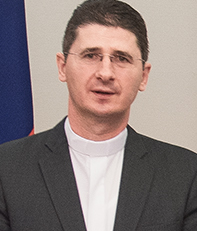
スラジャン・チョシッチ（2017年11月3日）

スラジャン・チョシッチ（クロアチア語: Slađan Ćosić、繁体字中国語: 高德隆、1973年 - ）は、ボスニア・ヘルツェゴビナのテスリッチ出身のクロアチア人司祭、バチカンの外交官。2016年から2019年にかけて、台北駐在の在中華民国臨時教皇大使代理（フランス語: chargés d’affaires）。

## 経歴
テスリッチ生まれ。1998年に叙階を受け、ローマ・カトリック・ヴルフボスナ大司教区で主任司祭に任命された。2002年、教皇教会アカデミーで外交職として奉仕するための準備を開始。2004年、バチカン外交において書記官としての役割を果たすようになり、ザンビア（2004～2007年）、ブラジル（2007～2010年）、欧州評議会（2010～2013年）にて在外勤務。2013年から2015年にかけて、チャドと中央アフリカ共和国にて教皇大使を務める。2016年から2019年にかけて、在中華民国臨時教皇大使代理（フランス語: chargés d’affaires）。